# پنیامیرا آلتا
پنیامیرا آلتا دهستانی در استان آستوریاس اسپانیا است .
در این دهستان ۶۹۹ نفر زندگی می‌کنند. مساحت این دهستان ۹۲٫۱۹ کیلومتر مربع است .